# Quartet de corda núm. 12 (Dvořák)
El Quartet de corda núm. 12 en fa major, op. 96, sobrenomenat Quartet americà, és el dotzè quartet de corda compost per Antonín Dvořák. Va ser escrit l'any 1893, durant l'època de Dvořák als Estats Units. El quartet és un dels més populars del repertori de música de cambra.
A Catalunya es va estrenar el 22 de gener de 1918 al Palau de la Música de Barcelona interpretat pel Quartet Renaixement compost per Eduard Toldrà, Josep Recasens, Lluís Sànchez i Antoni Planàs.

## Composició
Dvořák va compondre el quartet l'any 1893 durant unes vacances d'estiu des del seu càrrec de director (1892–1895) del Conservatori Nacional de Nova York. Va passar les seves vacances a la ciutat de Spillville, Iowa, que va ser la llar d'una comunitat d'immigrants txecs. Dvořák va anar a Spillville gràcies a Josef Jan Kovařík. Kovařík havia acabat els estudis de violí al Conservatori de Praga i estava a punt de tornar a Spillville, el seu lloc d'origen als Estats Units, quan Dvořák li va oferir un lloc com a secretari. Quan Josef Jan va acceptar, va anar a viure amb la família de Dvořák a Nova York. Li va parlar a Dvořák sobre Spillville, on el seu pare, Jan Josef, era mestre d'escola, cosa que va portar Dvořák a passar-hi l'estiu de 1893.
Dvořák es va sentir molt a gust a Spillville. Escrivint a un amic va descriure el seu estat d'ànim, lluny de l'agitada Nova York: "Estic de vacances des del 3 de juny aquí, al poble txec de Spillville, i no tornaré a Nova York fins a la segona meitat de setembre. Els nens van arribar sans i estalvis des d’Europa, i estem tots feliços junts. Ens agrada molt estar aquí i, gràcies a Déu, estic treballant de valent, amb bona salut i de bon humor". Va compondre el quartet poc després de la Simfònica del Nou Món, abans que aquella obra s’hagués interpretat.
Dvořák va dibuixar el quartet en tres dies i el va completar en tretze dies més, acabant la partitura amb el comentari "Gràcies a Déu! Estic content. Ha sigut ràpid". Va ser el seu segon intent d'escriure un quartet en fa major: el seu primer esforç, dotze anys abans, només va produir un moviment. El Quartet americà va demostrar un punt d'inflexió en la producció de música de cambra de Dvořák: durant dècades s'havia esforçat sense èxit per trobar un equilibri entre la seva invenció melòdica desbordant i una estructura clara. Al Quartet americà finalment les va unir. Dvořák va defensar l'aparent senzillesa de la peça: "Quan vaig escriure aquest quartet a la comunitat txeca de Spillville l'any 1893, per una vegada vaig voler escriure una cosa que fos molt melodiosa i senzilla, i l'estimat Papa Haydn continuava apareixent davant dels meus ulls, i per això tot va resultar tan senzill. I està bé que fos així".
Dvořák va donar com a subtítol per a la seva simfonia "Del Nou Món". Al quartet no li va donar cap subtítol, però hi ha el comentari "La segona composició escrita a Amèrica".

## Inspiracions
Per a l'estrena a Londres de la seva simfonia del Nou Món, Dvořák va escriure: "Segons la meva opinió, crec que es percep la influència d’aquest país (és a dir, les cançons populars com les negres, índies, irlandeses, etc.), i que aquesta obra, així com totes les altres escrites a Amèrica, es diferencien molt de les meves altres obres tant pel color com pel caràcter,..."
L'apreciació de Dvořák per la música afroamericana està documentada: Harry T. Burleigh, un baríton i més tard un compositor, que va conèixer a Dvořák quan era estudiant al Conservatori Nacional, va dir: "Li vaig cantar les nostres cançons negres molt sovint, i abans que escrivís els seus propis temes, es va omplir de l'esperit dels antics espirituals". Dvořák va dir: "A les melodies negres d'Amèrica descobreixo tot el que es necessita per a una gran i noble escola de música". Per la seva presumpta associació amb la música afroamericana, el quartet va ser referit amb sobrenoms com Negre, abans de ser anomenat Quartet Americà. Els malnoms més antics, sense connotacions negatives per a la composició, van ser abandonats després dels anys cinquanta.
Dvořák va escriure (en una carta que va enviar des d'Amèrica poc després de compondre el quartet): "Pel que fa a la meva nova Simfonia, el Quartet de corda en fa major i el Quintet (compostos aquí a Spillville), mai no hauria escrit aquestes obres "tal com són" si no hagués vist Amèrica." Els oients han intentat identificar motius americans concrets al quartet. Alguns han afirmat que el tema del segon moviment es basa en un espiritual afroamericà, o potser en una melodia de Kickapoo que Dvořák va escoltar durant la seva estada a Spillville.
Un element característic i unificador de tot el quartet és l'ús de l'⁣escala pentatònica. Aquesta escala confereix a tot el quartet el seu caràcter obert i senzill, un caràcter que sovint s'identifica amb la música folk americana. No obstant això, l'escala pentatònica és comuna en moltes músiques tradicionals d'arreu del món i, abans d'arribar a Amèrica, Dvořák ja havia compost música pentatònica i estava familiaritzat amb exemples de música popular eslava.
S'han posat en dubte les influències americanes específiques: "De fet, l'única cosa americana de l'obra és que hi va ser escrita", escriu Paul Griffiths. "Les qualitats americanes específiques de l'anomenat quartet "americà" no són fàcilment identificables, escriu Lucy Miller, "... És millor considerar el subtítol simplement com un assignat pel fet que va ser compost durant la gira americana de Dvořák."

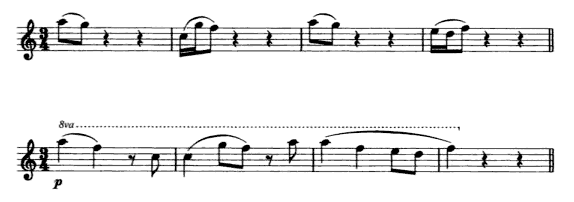
Transcripció de Dvořák de la cançó d'un ocell que creia que era una piranga escarlata (a dalt) i l'aparició de la cançó en el tercer moviment del quartet. La identificació d'aquest ocell com a piranga escarlata és qüestionable i podria haver estat un vireó ullvermell.

Alguns han sentit suggeriments d'una locomotora en l'últim moviment, recordant l'amor de Dvořák pels ferrocarrils.
Dvořák va citar en el tercer moviment, compassos 21–24, un ocell que va sentir a Iowa. La melodia apareix com un motiu agut i interromput a la part del primer violí. Dvořák es va molestar pel cant insistent d'aquest ocell i va transcriure el seu cant al seu quadern. A la dècada de 1950, un musicòleg anglès va identificar l'ocell com una piranga escarlata, una afirmació que s'ha repetit als llibres des d'aleshores. No obstant això, l'ornitòleg nord-americà Ted Floyd va demostrar el 2016 que l'ocell citat per Dvořák probablement no era una piranga escarlata; en canvi, l'ocell probablement era un vireó ullvermell, un altre ocell cantor nord-americà.

## Estructura
El quartet està escrit per a la formació habitual de dos violins, viola i violoncel, i consta de quatre moviments: Una interpretació típica de l'obra dura entre 26 i 30 minuts.

### I. Allegro ma non troppo
El tema inicial del quartet és purament pentatònic i és interpretat per la viola, mentre els altres instruments l’acompanyen amb un acord ondulant de fa major. Aquest acord de fa major es manté sense canvis harmònics durant els primers dotze compassos de l’obra. El moviment avança cap a un pont que es desenvolupa harmònicament, però que conserva la sensació oberta i triàdica de simplicitat.
El segon tema, en la major, també és principalment pentatònic, però adornat amb elements melismàtics que recorden la música romaní o txeca. El moviment entra en una secció de desenvolupament que és molt més densa harmònicament i molt més dramàtica en tempo i color. El desenvolupament finalitza amb una secció de fugato que condueix a la recapitulació. Després que el primer tema es restableixi en la recapitulació, hi ha un solo de violoncel que fa de pont cap al segon tema.

### II. Lento
El tema del segon moviment és aquell que els intèrprets han intentat més sovint associar amb un espiritual negre o amb una melodia d’indis americans. La melodia simple, amb l'acompanyament pulsatiu del segon violí i la viola, realment recorda els espirituals o la música ritual indígena. Està escrita utilitzant la mateixa escala pentatònica que el primer moviment, però en tonalitat menor (re menor) en lloc de major.
El tema és introduït pel primer violí i repetit pel violoncel. Dvořák desenvolupa aquest material temàtic en una secció central extensa i, posteriorment, torna a presentar el tema al violoncel amb un acompanyament encara més fi, que alterna entre l’arc i el pizzicato.

### III. Molto vivace
El tercer moviment és una variant de l'scherzo tradicional. Té la forma A–B–A–B–A: la secció A és una melodia alegre i una mica peculiar, plena de contratemps i ritmes creuats. Al primer violí apareix el cant d'un ocell que el compositor creia que era una piranga escarlata; no obstant això, sembla més probable que no fos un vireó ullvermell.
La secció B és una variació del tema principal de l'scherzo, tocada en menor, a meitat de tempo i amb un caràcter més líric. En la seva primera aparició, és una línia lligada, mentre que en la segona aparició, el tema líric es toca en grups de tresets, donant-li un caràcter més pulsatiu.

### IV. Finale: vivace ma non troppo
L'últim moviment està escrit en una forma tradicional de rondó, A–B–A–C–A–B–A. Novament, la melodia principal és pentatònica. El ritme del moviment es va inspirar en l’experiència de Dvořák viatjant en trens i escoltant el soroll rítmic de les locomotores avançant per les vies, un efecte que es pot percebre en el “so de la locomotora” produït pel segon violí i la viola al llarg de la peça.

## Interpretació i influència
En una primera interpretació privada del quartet, a Spillville, al juny de 1893, Dvořák tocava el primer violí, Jan Josef Kovařík el segon violí, la seva filla Cecilie Kovaříková la viola i el seu fill Josef Jan Kovařík el violoncel.
Les dues primeres interpretacions públiques del quartet van ser a càrrec del Kneisel Quartet, a Boston l’1 de gener de 1894, i després a Nova York el 13 de gener. Un crític anònim va escriure l'endemà que, tot i que "no hi ha l'elevació o l'aspiració del gran Beethoven", hi ha "l'esperit de la llum eterna" que és "l'ànima de la música de Mozart". Burghauser menciona crítiques a la premsa de totes dues ciutats, la primera al New York Herald del 18 de desembre de 1893.
Tot i que la influència de les cançons populars americanes no és explícita en el quartet, l’impacte del quartet de Dvořák en composicions americanes posteriors és evident. Després de Dvořák, diversos compositors americans van abordar el gènere del quartet de corda, incloent-hi John Knowles Paine, Horatio Parker, George Whitefield Chadwick i Arthur Foote. "L'ús extensiu de cançons populars en la música americana del segle XX i l’atmosfera de ‘grans espais oberts’ de les bandes sonores de pel·lícules del ‘Far West’ poden tenir almenys part del seu origen" en el nou estil americà de Dvořák, escriu Butterworth.
La melodia també s’utilitza a la banda sonora del film de Greta Gerwig Little Women, en una escena clau en què Laurie i Jo ballen junts per primera vegada.